# باشگاه فوتبال ویچنزا ویرتوس
ال.آر. ویچنزا ویرتوس (به ایتالیایی: L.R. Vicenza Virtus) باشگاه فوتبال ایتالیایی است که در شهر ویچنزا قرار دارد.
این باشگاه در سال ۱۹۰۲ تأسیس شده‌است.